# Kanton Pichincha
Der Kanton Pichincha befindet sich in der Provinz Manabí im Westen von Ecuador. Er besitzt eine Fläche von 1075 km². Im Jahr 2022 lag die Einwohnerzahl bei rund 30.400. Verwaltungssitz des Kantons ist die Kleinstadt Pichincha mit 3834 Einwohnern (Stand 2010).

## Lage
Der Kanton Pichincha liegt im Osten der Provinz Manabí. Das Gebiet befindet sich fast vollständig östlich der Cordillera Costanera. Im Nordosten befindet sich der Daule-Peripa-Stausee. Der Río Daule fließt entlang der östlichen Kantonsgrenze nach Süden und passiert dabei den Hauptort Pichincha. Die Fernstraße E30 (Portoviejo–Quevedo) führt an Pichincha vorbei.
Der Kanton Pichincha grenzt im Nordosten an den Kanton El Carmen, im Osten und im Südosten an die Kantone El Empalme und Balzar der Provinz Guayas, im Südwesten an die Kantone Santa Ana und Portoviejo, im Westen an den Kanton Bolívar sowie im Norden an den Kanton Chone.

## Verwaltungsgliederung
Der Kanton Pichincha ist in die Parroquia urbana („städtisches Kirchspiel“)
- Pichincha

und in die Parroquias rurales („ländliches Kirchspiel“)
- Barraganete
- San Sebastián

gegliedert.

## Geschichte
Der Kanton Pichincha wurde am 13. Mai 1986 eingerichtet.
Entwicklung der Einwohnerzahl im Kanton Pichincha bei landesweiten Volkszählungen zum jeweiligen Gebietsstand:
| Jahr                    | Einwohner | +/-   |
| ----------------------- | --------- | ----- |
| 1990                    | 28.827    | –     |
| 2001                    | 29.945    | 3,9 % |
| 2010                    | 30.244    | 1 %   |
| 2022                    | 30.380    | 0,4 % |
| Datenherkunft: Wikidata |           |       |